# 祇園駅 (千葉県)
祇園駅（ぎおんえき）は、千葉県木更津市祇園にある、東日本旅客鉄道（JR東日本）久留里線の駅である。

## 歴史
建設費112万円を地元が全額負担して建設された請願駅である。
- 1961年（昭和36年）3月1日：国鉄の駅として開設[1][3]。気動車の旅客のみ取扱う駅員無配置駅[4]。
- 1987年（昭和62年）4月1日：国鉄分割民営化に伴い、東日本旅客鉄道（JR東日本）の駅となる[1]。
- 2009年（平成21年）3月14日：東京近郊区間に編入される[5]。

## 駅構造
単式ホーム1面1線を有する地上駅。ホームは5両編成まで対応する。
久留里駅管理の無人駅。乗車駅証明書発行機が設置されている。東京駅からは、現在の地点で一番近い（営業キロ基準）Suica非対応駅である。

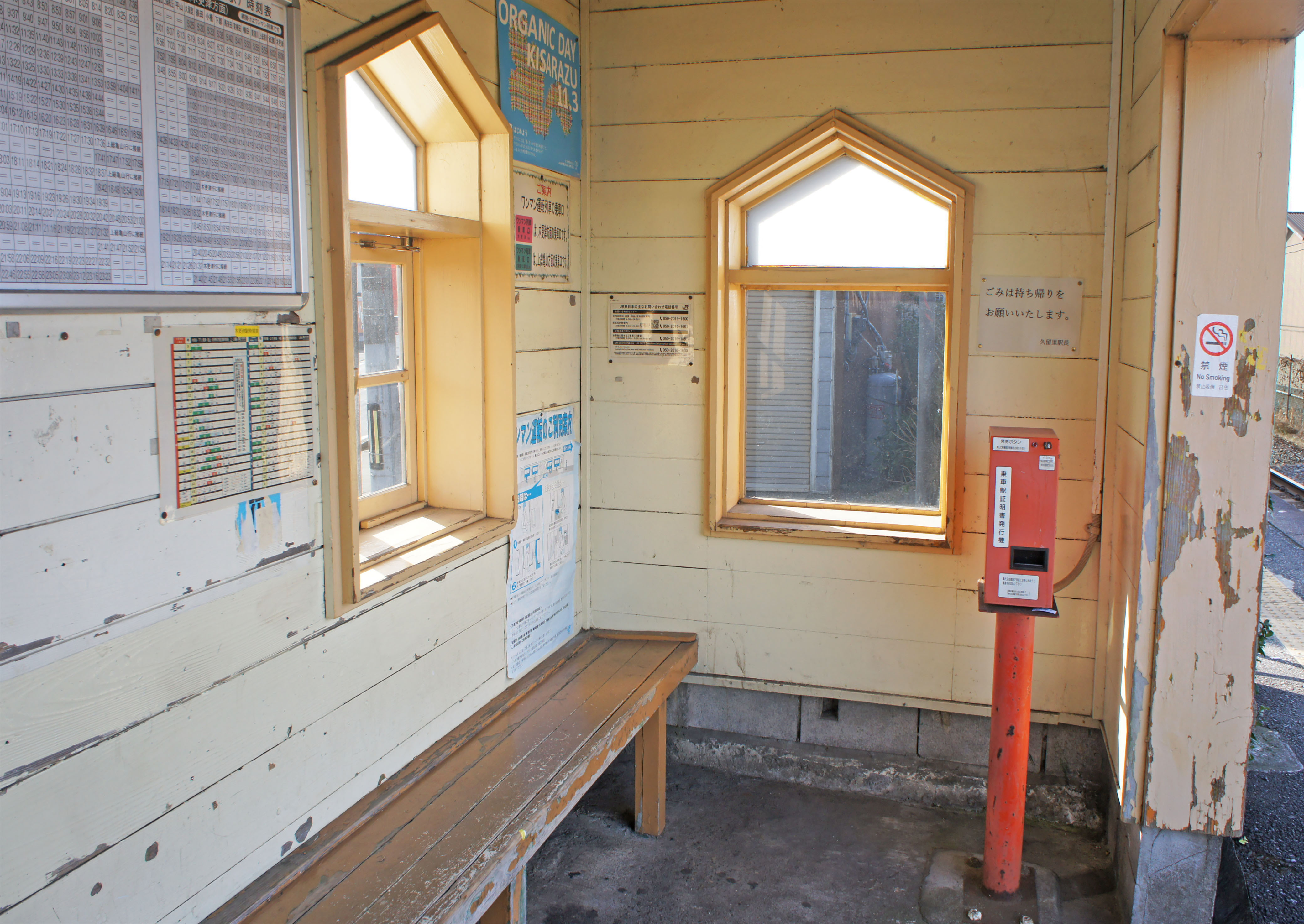
待合室（2022年1月）
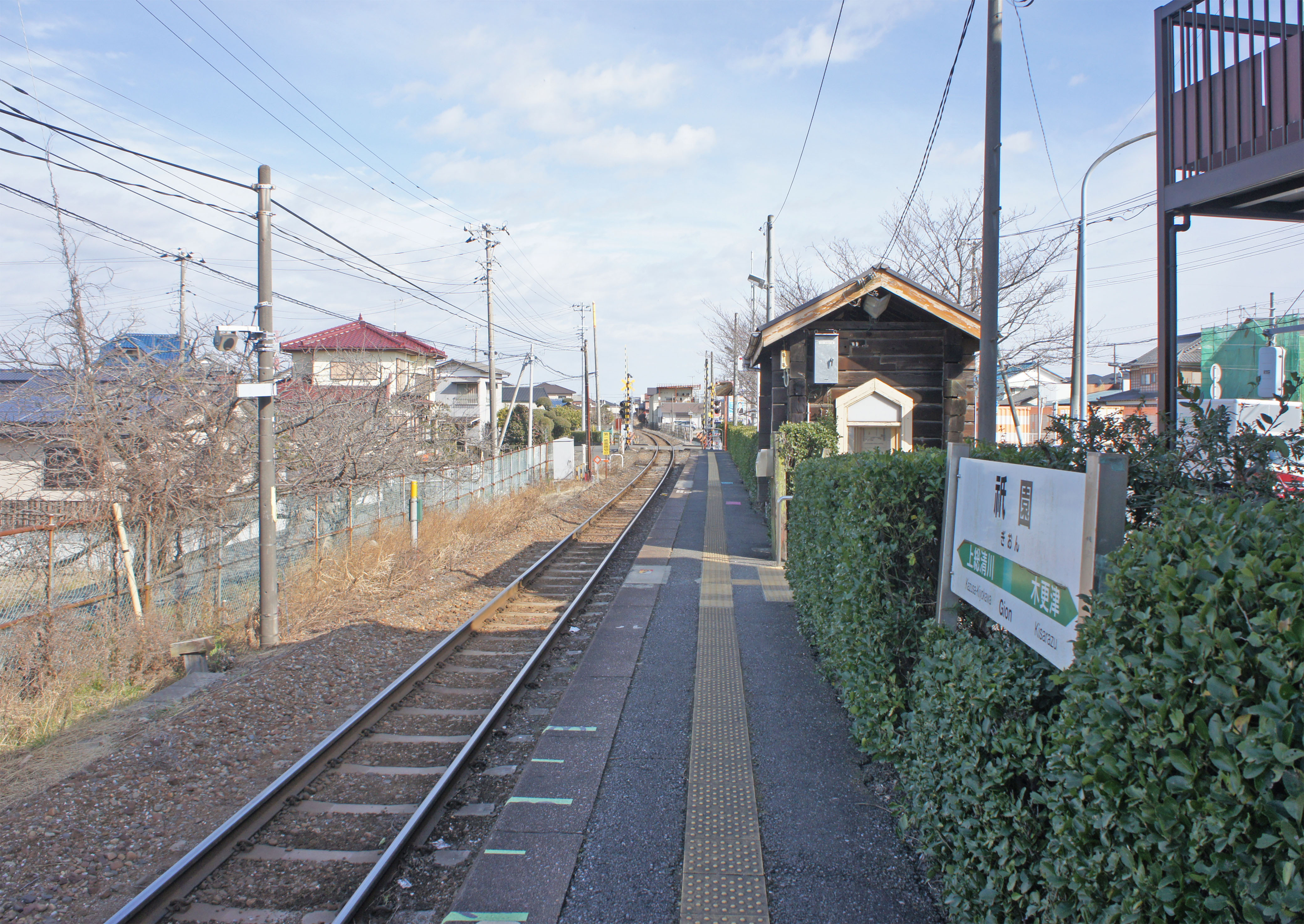
駅ホーム（2022年1月）

## 利用状況
2006年（平成18年）度の1日平均乗車人員は319人である。
千葉県統計年鑑によると、近年の1日平均乗車人員の推移は以下の通り。
| 年度               | 1日平均 乗車人員 | 出典     |
| ------------------ | ---------------- | -------- |
| 1990年（平成02年） | 511              | [ * 1 ]  |
| 1991年（平成03年） | 477              | [ * 2 ]  |
| 1992年（平成04年） | 488              | [ * 3 ]  |
| 1993年（平成05年） | 506              | [ * 4 ]  |
| 1994年（平成06年） | 484              | [ * 5 ]  |
| 1995年（平成07年） | 456              | [ * 6 ]  |
| 1996年（平成08年） | 429              | [ * 7 ]  |
| 1997年（平成09年） | 442              | [ * 8 ]  |
| 1998年（平成10年） | 431              | [ * 9 ]  |
| 1999年（平成11年） | 413              | [ * 10 ] |
| 2000年（平成12年） | 423              | [ * 11 ] |
| 2001年（平成13年） | 411              | [ * 12 ] |
| 2002年（平成14年） | 372              | [ * 13 ] |
| 2003年（平成15年） | 354              | [ * 14 ] |
| 2004年（平成16年） | 328              | [ * 15 ] |
| 2005年（平成17年） | 346              | [ * 16 ] |
| 2006年（平成18年） | 319              | [ * 17 ] |

## 駅周辺

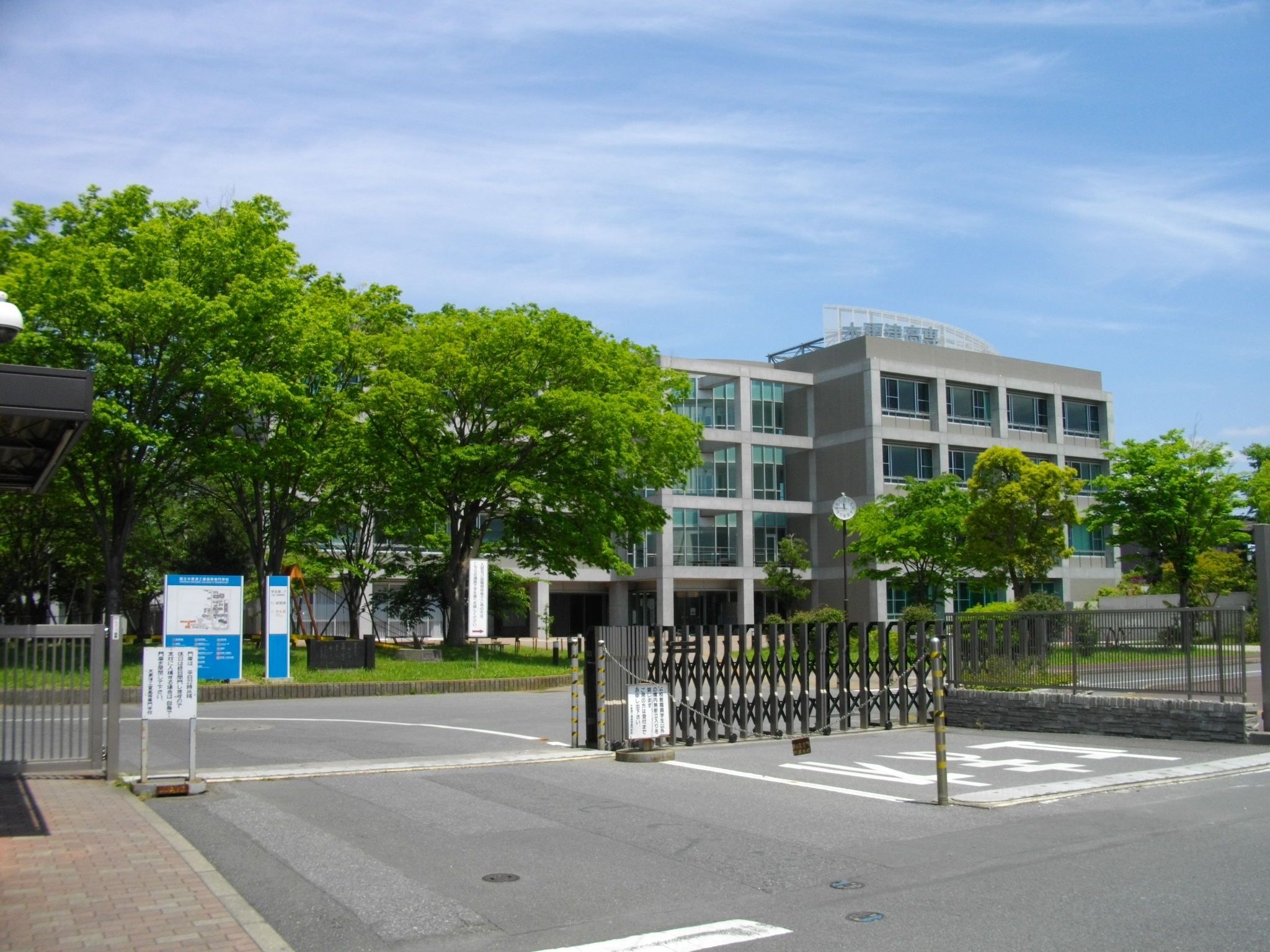
木更津工業高等専門学校

駅前の駐車場は無料開放されていたが、木更津市が管理する月極駐車場となった。駅前周辺（南側）には中小商店や住宅地が広がる。駅入口反対側（北側）は田園地帯が広がる。
- 国道16号
- 国道409号
- 千葉県道270号木更津袖ケ浦線
- 西清川公民館
- 木更津市営野球場
- 木更津長須賀郵便局
- 木更津工業高等専門学校
- 木更津市立木更津第三中学校
- 木更津市立太田中学校
- 木更津市立西清小学校
- 木更津市立祇園小学校 - 徒歩約16分（最寄駅は上総清川駅）
- イオンタウン木更津朝日 - 徒歩約20分（最寄駅は木更津駅）
- マックスバリュ木更津太田店 - 徒歩約25分
- ワークマン木更津祇園店
- 祇園・長須賀古墳群
- 金鈴塚古墳
- 小櫃堰公園
- 野際公園
- 日東交通「祇園」停留所

## 隣の駅
東日本旅客鉄道（JR東日本）
■久留里線
木更津駅 - 祇園駅 - 上総清川駅

### 記事本文

### 利用状況
1. ↑  千葉県統計年鑑 - 千葉県
2. ↑  木更津市統計書 - 木更津市

千葉県統計年鑑
1. ↑  千葉県統計年鑑（平成3年）
2. ↑  千葉県統計年鑑（平成4年）
3. ↑  千葉県統計年鑑（平成5年）
4. ↑  千葉県統計年鑑（平成6年）
5. ↑  千葉県統計年鑑（平成7年）
6. ↑  千葉県統計年鑑（平成8年）
7. ↑  千葉県統計年鑑（平成9年）
8. ↑  千葉県統計年鑑（平成10年）
9. ↑  千葉県統計年鑑（平成11年）
10. ↑  千葉県統計年鑑（平成12年）
11. ↑  千葉県統計年鑑（平成13年）
12. ↑  千葉県統計年鑑（平成14年）
13. ↑  千葉県統計年鑑（平成15年）
14. ↑  千葉県統計年鑑（平成16年）
15. ↑  千葉県統計年鑑（平成17年）
16. ↑  千葉県統計年鑑（平成18年）
17. ↑  千葉県統計年鑑（平成19年）